# Igor Lipalit
Igor Lipalit (14 de enero de 1940-junio de 2021) fue un deportista rumano que compitió en piragüismo en la modalidad de aguas tranquilas.
Ganó una medalla en el Campeonato Mundial de Piragüismo de 1963 y tres medallas en el Campeonato Europeo de Piragüismo entre los años 1957 y 1965.
Participó en dos Juegos Olímpicos de Verano en los años 1960 y 1964, su mejor actuación fue un cuarto puesto logrado en Roma 1960 en la prueba de C2 1000 m.

## Palmarés internacional
| Campeonato Mundial | Campeonato Mundial | Campeonato Mundial | Campeonato Mundial |
| Año                | Lugar              | Medalla            | Competición        |
| ------------------ | ------------------ | ------------------ | ------------------ |
| 1963               | Jajce (Yugoslavia) | Medalla de bronce  | C2 10 000 m        |
| Campeonato Europeo |                    |                    |                    |
| Año                | Lugar              | Medalla            | Competición        |
| 1957               | Gante (Bélgica)    | Medalla de bronce  | C2 10 000 m        |
| 1963               | Jajce (Yugoslavia) | Medalla de bronce  | C2 10 000 m        |
| 1965               | Bucarest (Rumania) | Medalla de plata   | C1 1000 m          |